# بلاد طعام (یمن)
 بلاد طعام  (در عربی:  بلاد الَطَعام )
نام روستایی است در دهستان القرعة از توابع استان رَیمه در کشور یمن در شبه جزیره عربستان.

## جمعیت
جمعیت آن (۶۰ ) نفر (۴ خانوار) می‌باشد.